# Jacques Oudot
Pour les articles homonymes, voir Jacques Oudot (homme politique) et Oudot.
Jacques Oudot, né le 21 décembre 1913 à Melun en Seine-et-Marne et mort le 13 juillet 1953 à Bourg-en-Bresse dans l'Ain, est un pharmacien, médecin, chirurgien  et alpiniste, membre de la deuxième expédition française en Himalaya de 1950, menée par Maurice Herzog, qui a gravi l'Annapurna, premier des 14 sommets de plus de 8 000 mètres conquis sur le globe.
Il a été chef de clinique chirurgicale à la faculté (1947). Il est devenu chevalier de la Légion d'honneur, par décret du 17 août 1950.
Pionnier de la chirurgie vasculaire en France, c'est lui, médecin-chirurgien de l'expédition, qui a sauvé la vie des blessés. Il meurt le 13 juillet 1953 d'un accident de voiture, à l'âge de 39 ans. Il est inhumé à Dammarie-les-Lys (Seine-et-Marne).